# Карат (чистоћа)
Карат је ознака за чистоћу легура злата. Чисто злато има 24 карата. По правилу, остатак легуре чини бакар, јер не квари боју злата а повећава му чврстоћу. Типична чистоћа зависи од земље до земље, тако је на простору Русије и бившег СССР-а било уобичајено 14-каратно (58,5%) злато, у Европи и САД-у 18-каратно (75%) а у земљама арабијског полуострва 21-каратно (87,5%) злато.